# Pierre-Gabriel Bruneau
Pour les articles homonymes, voir Bruneau.
Cet article possède un paronyme, voir Pierre Bruneau (homonymie).
Pierre-Gabriel Bruneau est un graveur français du XXe siècle.

## Biographie
Il était membre de la Société nationale des beaux-arts en 1929.